# Мелани Мартинес
Мелани Адел Мартинес (на английски: Melanie Martinez) е американска певица, текстописец, актриса, режисьор, фотограф и сценарист.

## Биография
Мелани развива интереса си към музиката още в ранна детска възраст. Удивена от света на визуалното и музикалното изкуство, започва да рисува и пише поезия, а щом започва часове по китара, разбира как да комбинира двете си влечения.
Страстта и към музиката не стихва, затова през 2012 г. решава да преследва мечтата си и да се запише за кастинг в предаването The Voice. Дебютната ѝ песен Dollhouse, последвана от EP със същото име публикува през 2014, чрез Athlantic Records.
През 2018 г. разкрива, че е бисексуална в Инстаграм.
През 2019 г. режисира, пише сценария и играе във филма „К-12“.

## Дискография

### Албуми
- Dollhouse (2014)
- Cry Baby (2015)
- K-12 (2019)
- After School (2020)
- Portals (2023)

## Филми
- K-12 (2019)

## Турнета
- Dollhouse Tour (2014 – 2015)
- Cry Baby Tour (2015 – 2016)
- K-12 Tour (2019 – 2020)